# Smittipora tuberculata
Smittipora tuberculata är en mossdjursart som först beskrevs av Canu och Bassler 1928.  Smittipora tuberculata ingår i släktet Smittipora och familjen Onychocellidae. Inga underarter finns listade i Catalogue of Life.